# Sameh Maraaba
Sameh Fares Mohammed Maraaba (arab. سامح مراعبة[عدل; ur. 19 marca 1992 w Kalkilji) – palestyński piłkarz grający na pozycji napastnika. Od 2017 jest zawodnikiem klubu Ahli Al-Khaleel.

## Kariera piłkarska
Swoją karierę piłkarską Maraaba rozpoczął w klubie Jabal Al-Mukaber Club, w którym zadebiutował w 2010 roku w West Bank Premier League. W 2012 roku przeszedł do Hilal Al-Quds Club i w sezonie 2012/2013 wywalczył z nim wicemistrzostwo ligi. W latach 2013–2014 grał w Islami Kalkilja, a wiosnę 2015 spędził w Shabab Yatta. W sezonie 2015/2016 był zawodnikiem Shabab Al-Khader SC, z którym został wicemistrzem West Bank Premier League. W sezonie 2016/2017 grał w Thaqafi Tulkarem i także został wicemistrzem ligi. W 2017 przeszedł do Ahli Al-Khaleel. W sezonie 2017/2018 wywalczył z nim wicemistrzostwo West Bank Premier League.

## Kariera reprezentacyjna
W reprezentacji Palestyny Maraaba zadebiutował 11 czerwca 2015 w przegranym 2:3 meczu eliminacji do MŚ 2018 z Arabią Saudyjską. W 2019 roku został powołany do kadry na Puchar Azji 2019.